# Siân Melangell Dafydd
Siân Melangell Dafydd (Esclusham, 28 aprile 1977) è una scrittrice e traduttrice gallese di lingua gallese, pur scrivendo anche in lingua inglese.

## Biografia
Nata in una piccola frazione nell'autorità unitaria gallese di Wrexham, ha studiato nelle scuole "Bro Tegid" e "Berwyn" a Bala e ha terminato gli studi superiori nel college "Meirion Dwyfor" a Dolgellau. Infine si è laureata con il titolo di Master of Arts in storia dell'arte presso l'Università di St. Andrews in Scozia. Ha lavorato per varie gallerie d'arte soprattutto a Londra. Ha lavorato per alcuni anni come dirigente di marketing di scrittura creativa nel Galles. In seguito è ritornata all'università, dove ha conseguito un secondo titolo di Master of Arts in scrittura creativa nel 2006 presso l'Università dell'East Anglia (UEA) a Norwich.
Con il suo primo romanzo Y Trydydd Peth (La terza cosa) ha vinto la "Medal Ryddiaith" (Medaglia della prosa) dell'Eisteddfod Genedlaethol Cymru (Festival nazionale del Galles) durante l'edizione del 2009 a Bala. La giuria era formata dai tre valenti scrittori Manon Rhys, Tony Bianchi ed Elwyn Ashford Jones.
Nel 2010 ha vinto il premio per traduttori "Translators' House-HALMA award".
Nel 2012 ha pubblicato, insieme al fotografo Paul White e al poeta Damian Walford Davies, il libro Ancestral Houses: the Lost Mansions of Wales/Tai mawr a Mieri. Plastai Coll Cymru, sui monumenti storici ed artistici del Galles lasciati in stato di abbandono e in attesa di restauro.
Ha pubblicato racconti e poesie in numerose riviste letterarie. L'antologia Best British Short Stories 2014 (Il meglio dei racconti del Regno Unito 2014) ha incluso il suo racconto Hospital Field (Il campo dell'ospedale). L'antologia Best British Poetry 2014 (Il meglio della poesia del Regno Unito 2014) ha incluso la sua poesia Big Cats (Grandi gatti). Ha tradotto in gallese alcune opere di Eoin Colfer: Artemis Gwarth ac Antur yr Arctig (Artemis Fowl - L'incidente artico) (2009) e Artemis Gwarth a Chod Tragwyddoldeb (Artemis Fowl - Il codice Eternity) (2009); di Bernard Ashley: Tŷ Dial (La casa della vendetta) (2011) e Milwr Bychan (Il piccolo soldato) (2011); e di Brian Keaney: Ysgol Jacob (La scala di Giacobbe) (2012). Attualmente sta affrontando la traduzione in gallese delle poesie di Rabindranath Tagore.
Ha collaborato in primo piano come curatrice editoriale alla rivista letteraria in lingua gallese Taliesin (dal nome del grande bardo medievale Taliesin). Collabora tuttora alla rivista digitale Y Neuadd (Il salone). Siccome Taliesin ha terminato le pubblicazioni con il numero Gwanwyn 2016 (Primavera 2016), la scrittrice ha fatto parte del comitato promotore della nuova rivista dal titolo O'r Pedwar Gwynt (Dai quattro venti), che ha visto la luce durante l'Eisteddfod (Festival) nazionale del Galles del 2016 ad Abergavenny.
Svolge l'attività di docente di scrittura creativa presso l'American University of Paris (Università americana di Parigi). Sta lavorando con l'Università di Bath per la creazione di un Master universitario in "Scrittura creativa transnazionale".
Utilizza talvolta il nome d'arte di Mynydd Segur, traduzione approssimativa di Montségur, località francese famosa per il suo castello cataro, nelle cui vicinanze ha scritto la maggior parte del suo romanzo Y Trydydd Peth.
Si dedica con impegno anche all'insegnamento dello yoga.

## Opere originali
- Y Trydydd Peth (La terza cosa), Gwasg Gomer, Llandysul, 2009, ISBN 978-1-84851-090-6
- Con Damian Walford Davies e Paul White, Ancestral Houses: The Lost Mansions Of Wales/Tai Mawr A Mieri: Plastai Coll Cymru, Gwasg Gomer, Llandysul, 2012,
 ISBN 978-1-84851-389-1
- Filò, Gwasg Gomer, Llandysul, 2020,ISBN 978-1-84851-421-8

## Galleria d'immagini

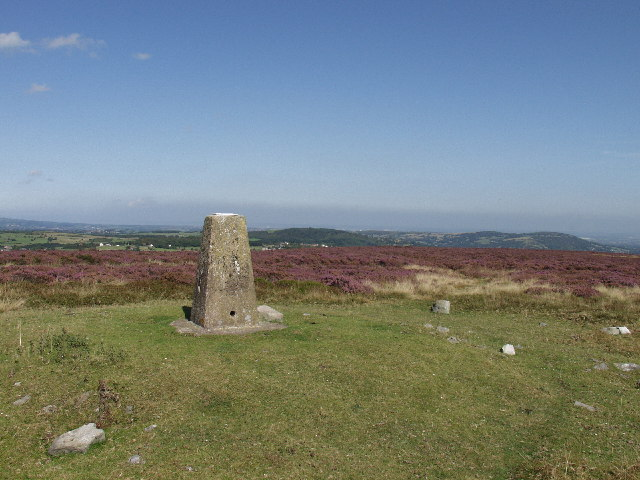
Punto panoramico sul Monte Esclusham
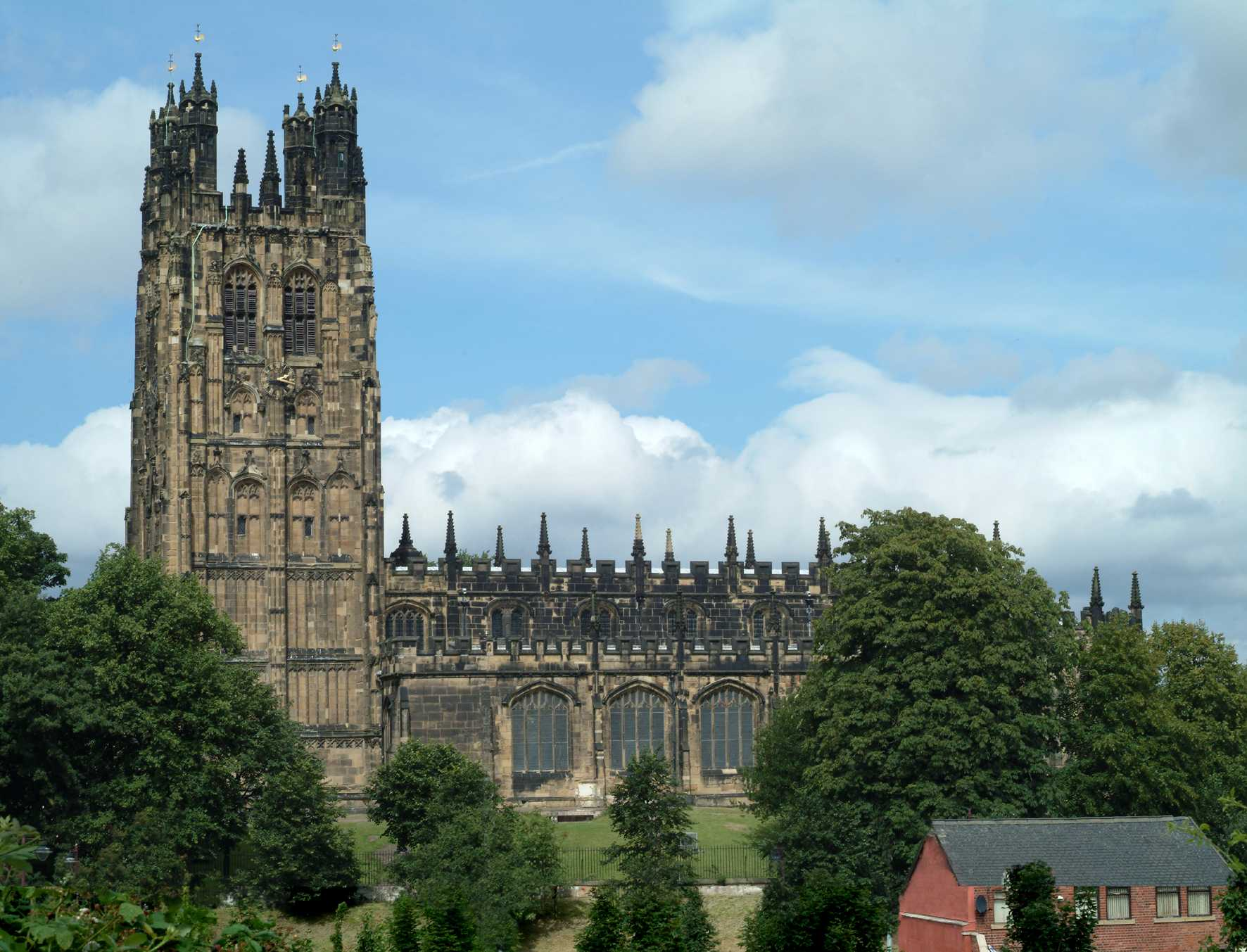
Chiesa di S. Giles a Wrexham
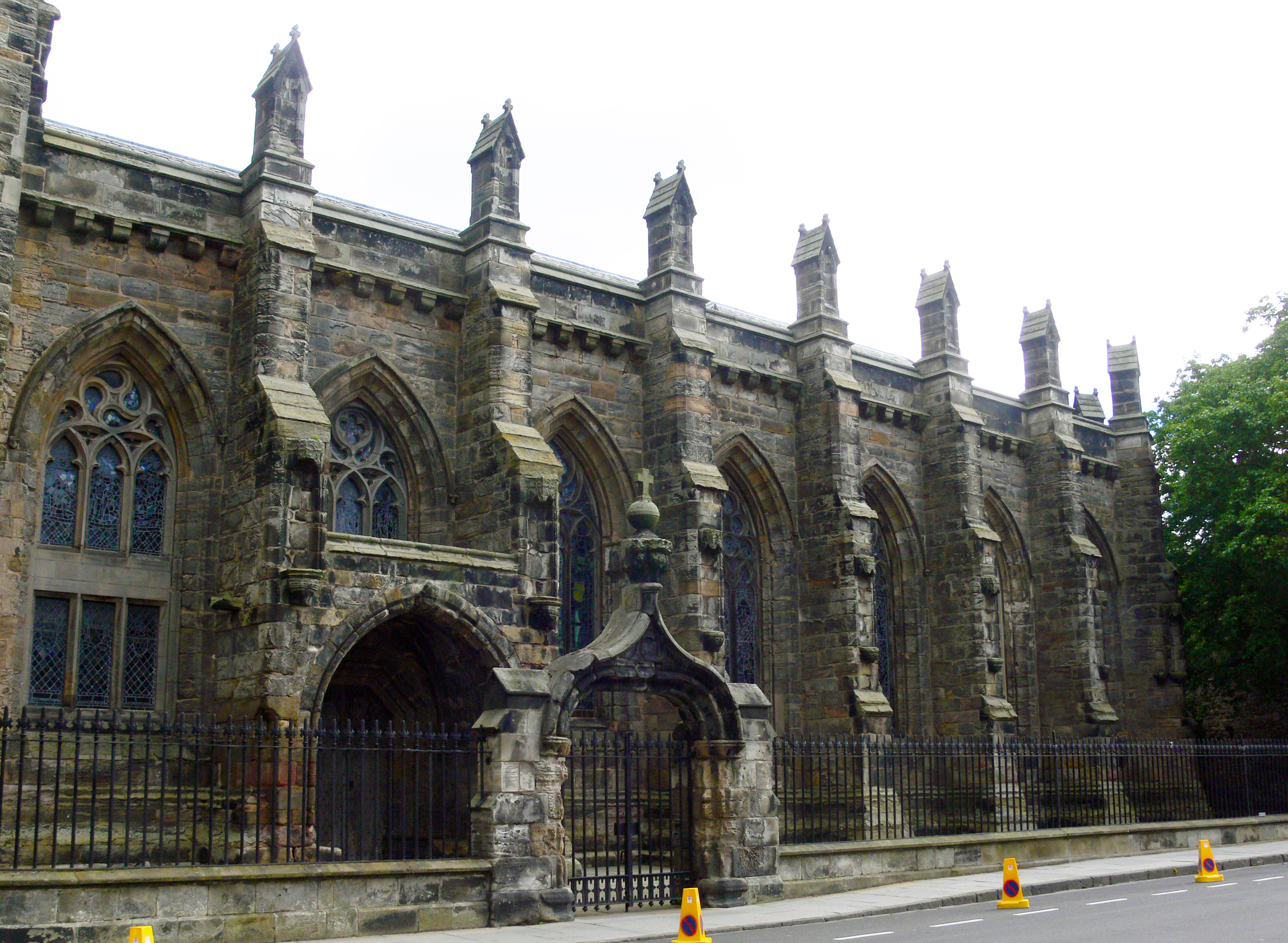
Cappella di S. Salvatore dell'Università di St. Andrew's
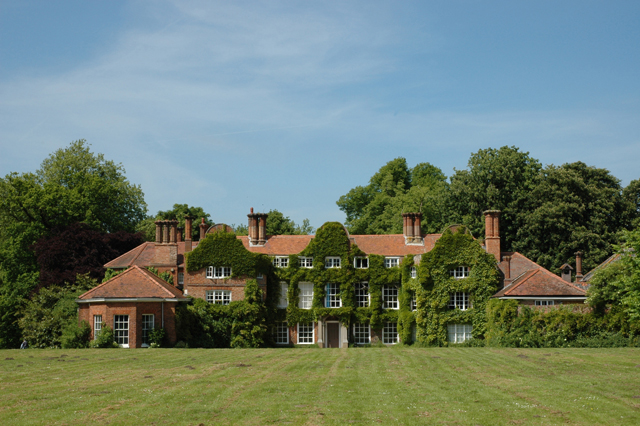
Earlham hall, Università dell'East Anglia
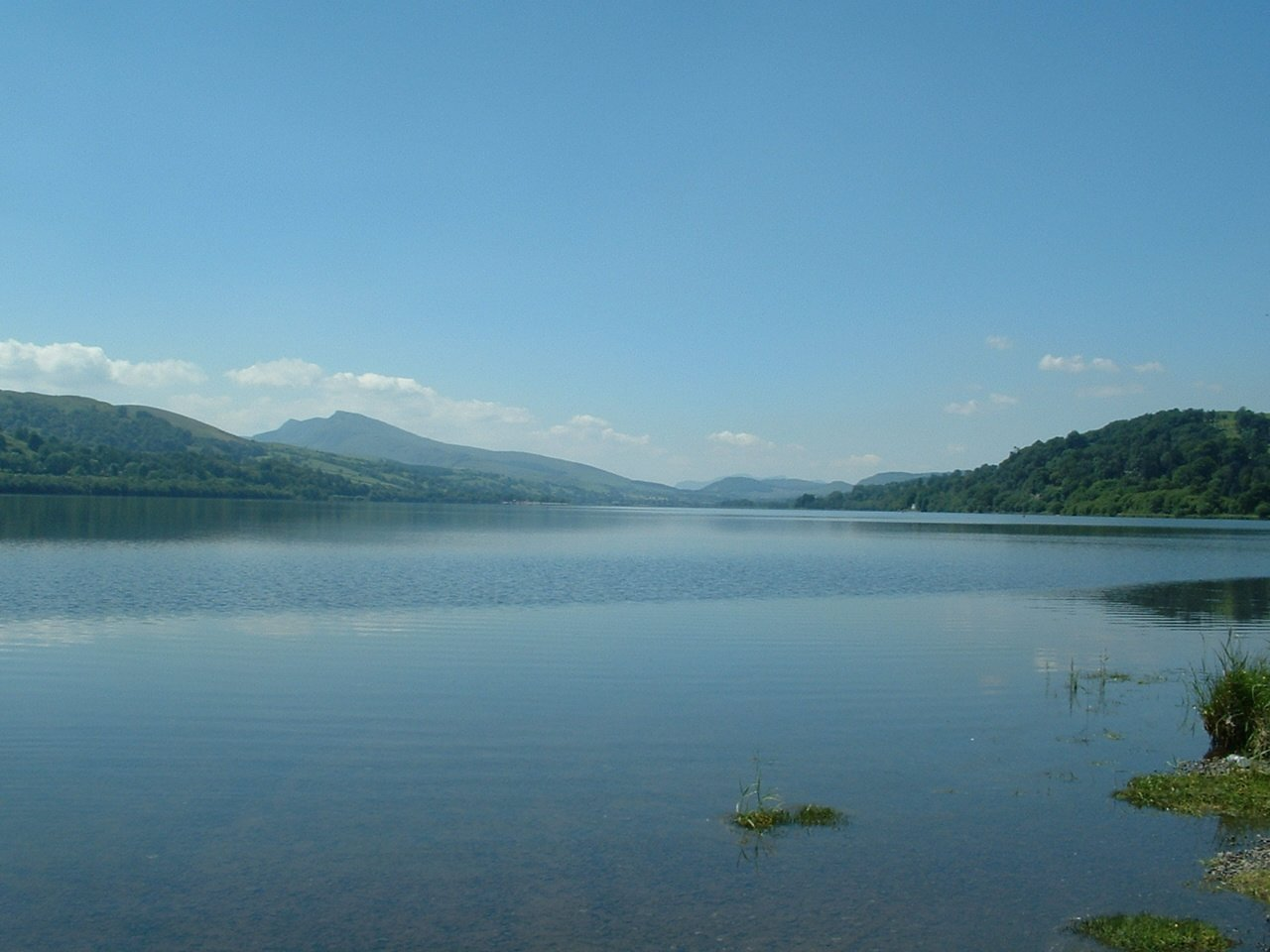
Lago di Bala
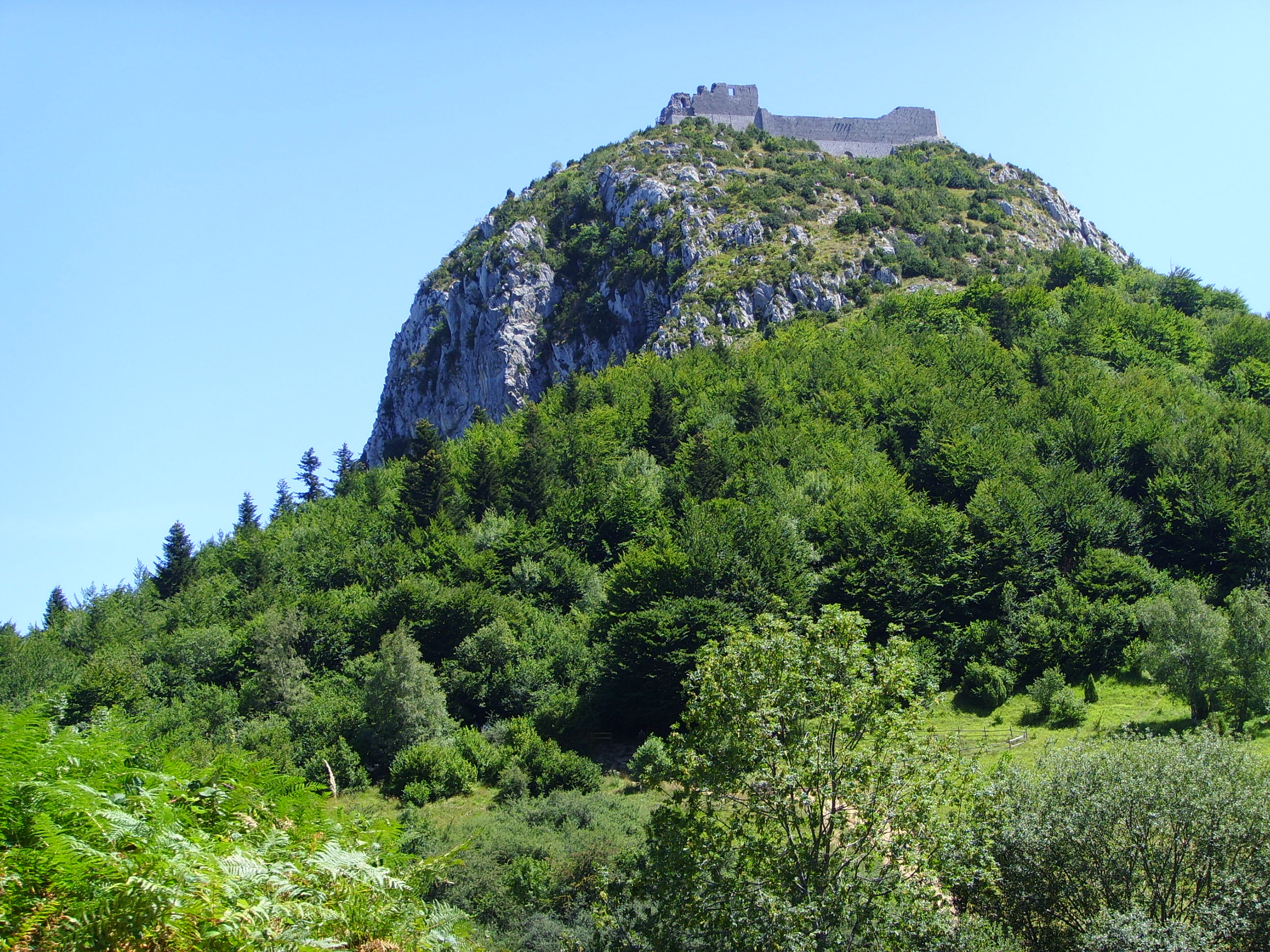
Castello di Montsegur